# Kniaguinino
Kniaguinino (en russe : Княгинино) est une ville de l'oblast de Nijni Novgorod, en Russie, et le siège administratif du raïon de Kniaguinino. Sa population s'élevait à 6 447 habitants en 2021.

## Géographie
Kniaguinino est située à 88 km au sud-est de Nijni Novgorodet à 468 km à l'est de Moscou. Elle est traversée par l'Imza.

## Histoire
La première mention de Kniaguinino se trouve dans le testament d'Ivan le Terrible, dans la seconde moitié du XVIe siècle, donnant ses terres au prince Mikhaïl Vorotynski. Le village rend hommage à son épouse, car son nom (de la princesse) est formé sur le mot Kniaguina signifiant « princesse ». En 1779, Kniaguinino obtient le statut de ville sous le nom de Kniaguinine. Elle fait alors partie de l'ouïezd de Kniaguinine du gouvernement de Nijni Novgorod. En 1904, la ville dispose de quatre églises orthodoxes: l'église de la Trinité construite en 1808, la collégiale de l'Épiphanie construite en 1818, l'église de la Nativité-de-la-Vierge construite en 1867 et l'église de l'Assomption reconstruite en 1884-1886.
En 1926, elle redevint une commune rurale. Kniaguinino reçut le statut de commune urbaine en 1968 puis le statut de ville en 1998.

## Population
Recensements (*) ou estimations de la population
| 1856  | 1897* | 1926* | 1939* | 1959* | 1970* |
| ----- | ----- | ----- | ----- | ----- | ----- |
| 6 700 | 2 737 | 1 294 | ?     | 1 541 | 3 393 |

| 1979* | 1989* | 2002* | 2010* | 2012  | 2013  |
| ----- | ----- | ----- | ----- | ----- | ----- |
| 5 425 | 6 374 | 6 838 | 6 708 | 6 981 | 6 999 |

| 2018  | 2021  | - | - | - | - |
| ----- | ----- | - | - | - | - |
| 6 804 | 6 447 | - | - | - | - |

## Économie
On trouve à Kniaguinino une usine de chapellerie pour la population civile et l'armée, la police, les travailleurs des chemins de fer.
L'entreprise AO Kniaguininskoïé soukhoïé Moloko (АО "Княгининское сухое молоко") fabrique du lait en poudre.
La région de Kniaguinino cultive des céréales (seigle, blé, avoine, maïs pour ensilage) et élève des bovins, des moutons et des porcs.

## Patrimoine
- Église de l'Assomption, construite en 1886[5], siège du doyenné de Kniaguinino de l'éparchie de Lyskovo[6].